# 1790
- Wikisource

| Calendário gregoriano                                                        | 1790 MDCCXC                          |
| Ab urbe condita                                                              | 2543                                 |
| Calendário arménio                                                           | 1239 – 1240                          |
| Calendário bahá'í                                                            | -54 – -53                            |
| Calendário budista                                                           | 2334                                 |
| Calendário chinês                                                            | 4486 – 4487 Início a 14 de fevereiro |
| Calendário copta                                                             | 1506 – 1507                          |
| Calendário etíope                                                            | 1782 – 1783                          |
| Calendários hindus - Vikram Samvat - Calendário nacional indiano - Cáli Iuga | 1845 – 1846 1711 – 1712 4890 – 4891  |
| Calendário Holoceno                                                          | 11790                                |
| Calendário islâmico                                                          | 1205 – 1206                          |
| Calendário judaico                                                           | 5550 – 5551                          |
| Calendário persa                                                             | 1168 – 1169                          |
| Calendário rúnico                                                            | 2040                                 |
| Calendário solar tailandês                                                   | 2333                                 |

1790 (MDCCXC, na numeração romana) foi um ano comum do século XVIII do actual Calendário Gregoriano, da Era de Cristo,  e a sua letra dominical foi C, teve 52 semanas,  início a uma sexta-feira e terminou também a uma sexta-feira.
| Ano completo                       |
| ---------------------------------- |
| Ano comum com início à sexta-feira |

## Eventos
- Fundação da Cidade de Viçosa, Alagoas, no Brasil por Manoel Francisco (? - 1839).

### Maio
- 29 de maio - Rhode Island torna-se o 13º estado norte-americano, após ter ratificado a Constituição americana.

### Julho
- 14 de julho - Celebra-se em Paris a Festa da Federação.
- 16 de julho - A assinatura do Residence Act dá ao então presidente americano, George Washington, o poder de escolher o local onde seria construída a nova capital americana.
- 31 de julho - O rei Frederico VI da Dinamarca casa-se com a condessa Maria Sofia de Hesse-Cassel.

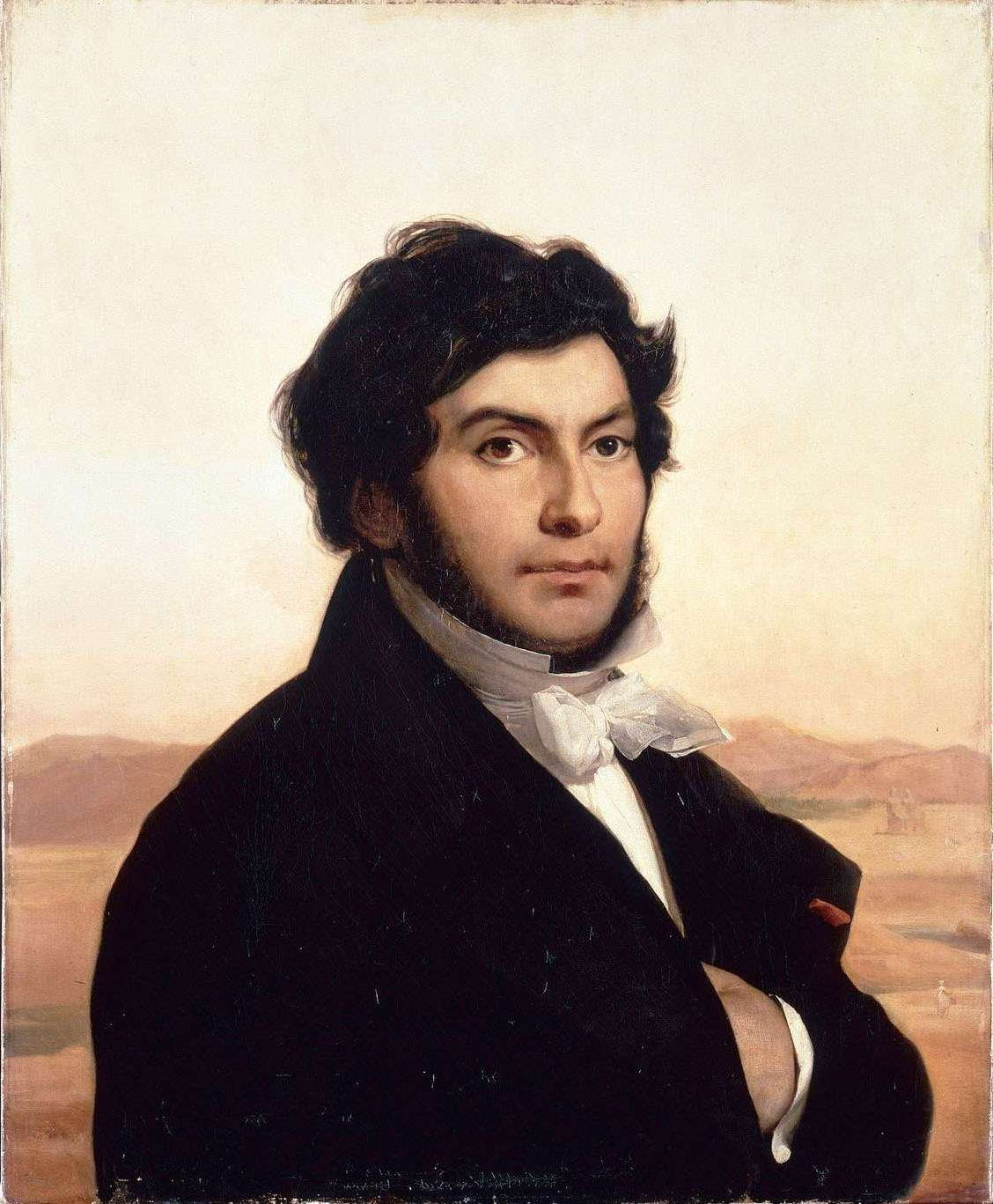
Jean-François Champollion. Retrato de Leon Cogniet.

## Nascimentos
- 15 de Março - João da Silva Tavares, 1º visconde de Serro Alegre (m. 1872).
- 29 de Março - John Tyler, décimo presidente dos Estados Unidos (m. 1862)
- 9 de Outubro - Amália da Baviera, princesa da Baviera (m. 1794).
- 25 de Junho - Vitório de Sousa Coutinho, conde de Linhares, político português (m. 1857)
- 17 de Novembro - August Ferdinand Möbius, matemático alemão (m. 1868).
- 17 de Novembro - João Carlos de Saldanha Oliveira e Daun, duque de Saldanha, político português (m. 1876)
- 23 de Dezembro - Jean-François Champollion, lingüista francês, decifrador dos hieróglifos egípcios (m. 1832)
- Tsulthrim Drayga, Desi Druk do reino do Butão, m. 1820.

## Mortes
- ? - Johann II Bernoulli, matemático suíço (n. 1710).
- 17 de Julho - Adam Smith, economista e filósofo britânico (n. 1723).
- 17 de Abril - Benjamin Franklin, jornalista, cientista e inventor (n. 1706).

## Por tema
- 1790 na ciência
- 1790 na literatura